# Katie Leung

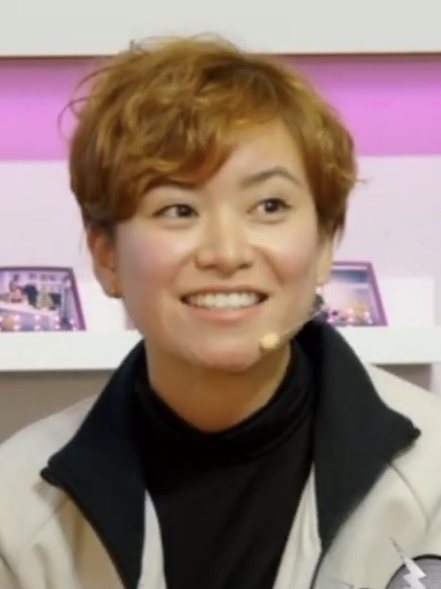
Katie Leung (2020)

Katie Liu Leung (* 8. August 1987 in Motherwell, Schottland, Großbritannien) ist eine schottische Schauspielerin chinesischer Abstammung. Sie wurde durch die Rolle der Cho Chang in dem Film Harry Potter und der Feuerkelch (2005) bekannt. Der Film war gleichzeitig Katie Leungs Kino-Debüt.

## Biografie
Leungs Eltern, Peter Leung und Kar Wai Li, leben getrennt, so dass Katie mit ihren zwei Brüdern und einer jüngeren Schwester bei ihrem Vater aufwuchs. Peter Leung betreibt ein chinesisches Restaurant in der Stadtmitte Glasgows sowie ein eigenes Großhandelsunternehmen für chinesische Nahrungsmittel.
Ohne vorherige Schauspielerfahrungen wurde Katie Leung aus rund 4000 Bewerberinnen für die Rolle der Cho Chang in der Verfilmung des vierten Teils der Harry-Potter-Reihe Harry Potter und der Feuerkelch ausgewählt. Joanne K. Rowling, Autorin der Reihe, wollte für die Rolle der Cho Chang ein komplett unbekanntes Gesicht. Leung spielt diese Rolle auch in den Fortsetzungen Harry Potter und der Orden des Phönix und Harry Potter und die Heiligtümer des Todes: Teil 2.

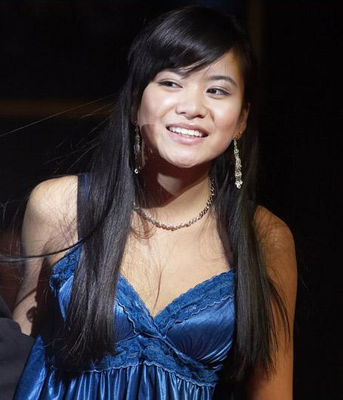
Katie Leung (2008)

2012 gab sie ihr Theaterdebüt in dem Stück „Wild Swans“. Dort spielte sie die Rolle der Jung Chang. Inzwischen ist sie auch in weiteren Theaterstücken aufgetreten.
2014 gewann Leung für ihre Rolle in der vierteiligen Channel-4-Miniserie Run einen BAFTA als „Breakthrough Brit“.

## Filmografie (Auswahl)
- 2005: Harry Potter und der Feuerkelch (Harry Potter and the Goblet of Fire)
- 2007: Harry Potter und der Orden des Phönix (Harry Potter and the Order of the Phoenix)
- 2008: Die Katze im Taubenschlag (Cat Among the Pigeons) aus der Reihe Agatha Christie’s Poirot
- 2011: Harry Potter und die Heiligtümer des Todes – Teil 2 (Harry Potter and the Deathly Hallows – Part 2)
- 2013: Run (Mini-Fernsehserie, 2 Folgen)
- 2014: One Child (Mini-Fernsehserie, 3 Folgen)
- 2017: T2 Trainspotting
- 2017: The Foreigner
- 2018: The Feast (Kurzfilm)
- 2018: Leading Lady Parts (Fernsehkurzfilm)
- 2018: Strangers (Fernsehserie, 8 Folgen)
- 2019: Moominvalley (Fernsehserie, 1 Folge)
- 2019: Chimerica (Fernsehserie, 4 Folgen)
- 2021: Locked Down
- 2021: Annika (Fernsehserie, 6 Folgen)
- 2021–2024: Arcane (Fernsehserie, Stimme von Caitlyn Kiramman)
- 2022: Peripherie (The Peripheral, Fernsehserie, 8 Folgen)
- 2023: Simon Becketts Die Chemie des Todes (Fernsehserie, 4 Folgen)
- 2023: Das Rad der Zeit (The Wheel of Time, Fernsehserie, 3 Folgen)

## Theaterauftritte
- 2012: Wild Swans
- 2013: The World of Extreme Happiness
- 2015: You For Me For You
- 2016: The Intelligent Homosexual’s Guide to Capitalism and Socialism with a Key to the Scriptures
- 2017: The Snow in Midsummer
- 2019: The White Pearl